# Noterus clavicornis
Espèce
Noterus clavicornis est une espèce d'insectes de l'ordre des coléoptères, de la famille des Noteridae.

## Description
Petit coléoptère long d'environ 4 mm, aux élytres finement ponctués, de coloration variable (de brun jaunâtre à rougeâtre), dont la forme très convexe diffère de celle de la plupart des dytiques car plus large vers l'avant du corps. Les antennes sont légèrement dilatées, plus chez le mâle que chez la femelle. Les pattes arrière développées font office de rames.

## Distribution
Eurasiatique, largement réparti en Europe du Portugal à la Scandinavie, à la Russie, à la Grèce ; en Asie : Moyen-Orient. Commun en France, Corse comprise.

## Biologie
Cette espèce vit dans les mares, les étangs, où la végétation abonde. Les adultes comme les larves sont carnivores. Les adultes se rencontrent en principe toute l'année (selon les conditions du climat local), de mars à octobre en France.